# Michal Neuvirth
Michal Neuvirth (* 23. März 1988 in Ústí nad Labem, Tschechoslowakei) ist ein tschechischer Eishockeytorwart, der zuletzt bis Juli 2019 bei den Philadelphia Flyers aus der National Hockey League unter Vertrag stand.

## Karriere
Michal Neuvirth begann seine Karriere als Eishockeyspieler in seiner tschechischen Heimat in der Jugend des HC Sparta Prag, für den er von 2003 bis 2006 aktiv war. Anschließend wurde er im NHL Entry Draft 2006 in der zweiten Runde als insgesamt 34. Spieler von den Washington Capitals ausgewählt. Zunächst spielte der Torwart jedoch von 2006 bis 2008 zwei Jahre lang in der kanadischen Juniorenliga Ontario Hockey League, wo er für die Plymouth Whalers, die ihn beim CHL Import Draft 2006 als 27. Spieler der ersten Runde gezogen hatten, die Windsor Spitfires und zuletzt die Oshawa Generals auf dem Eis stand.
Zu Beginn der Saison 2008/09 schaffte es Neuvirth weder in den NHL-Kader der Capitals, noch in den AHL-Kader der Hershey Bears. Stattdessen versuchte er, in seiner Heimat beim HC Oceláři Třinec einen Vertrag zu bekommen. Als dieser Versuch scheiterte, kehrte er nach Nordamerika zurück und spielte für die South Carolina Stingrays in der ECHL. Aufgrund guter Leistungen wurde er später in den AHL-Kader der Bears berufen und bekam nach der Verletzung von Brent Johnson die Chance, sein erstes NHL-Spiel zu bestreiten.
Sein Debüt in der National Hockey League für die Washington Capitals gab der Tscheche am 14. Februar 2009, als er beim 5:1-Auswärtssieg seiner Mannschaft bei den Tampa Bay Lightning 31 Schüsse abwehrte.
Nachdem er in der Saison 2013/14 nur in 13 Spielen zum Einsatz gekommen war, wurde er am 5. März 2014 gemeinsam mit Rostislav Klesla im Austausch für Jaroslav Halák an die Buffalo Sabres abgegeben. Ein Jahr später gaben ihn die Sabres an die New York Islanders ab und erhielten im Gegenzug Chad Johnson sowie ein erfolgsabhängiges Drittrunden-Wahlrecht im NHL Entry Draft 2016. In New York blieb Neuvirth nur bis Saisonende, als er sich im Juli 2015 als Free Agent den Philadelphia Flyers anschloss.
In Philadelphia war Neuvirth vier Jahre aktiv, wobei er in der Saison 2018/19 bereits deutlich weniger zum Einsatz kam und sein Vertrag im Sommer 2019 schließlich nicht verlängert wurde. Anschließend stand er noch zwei Jahre beim HC Sparta Prag unter Vertrag, kam dort jedoch nicht mehr zum Einsatz. Nach seiner aktiven Karriere wurde er dort Nachwuchstorwarttrainer.

### International
Für Tschechien nahm Neuvirth an der World U-17 Hockey Challenge 2005, der U18-Weltmeisterschaft 2006 und der U20-Weltmeisterschaft 2008 teil. Auf Senioren-Niveau debütierte der Torhüter beim World Cup of Hockey 2016 und kam dabei auf einen Einsatz.

## Erfolge und Auszeichnungen
| - 2007 Dave Pinkney Trophy (gemeinsam mit Jeremy Smith) - 2007 F. W. „Dinty“ Moore Trophy - 2007 OHL Second All-Rookie Team - 2007 OHL Second All-Star Team - 2007 J.-Ross-Robertson-Cup-Gewinn mit den Plymouth Whalers | - 2009 ECHL All-Star Game - 2009 Calder-Cup-Gewinn mit den Hershey Bears - 2009 Jack A. Butterfield Trophy - 2010 Calder-Cup-Gewinn mit den Hershey Bears - 2010 NHL-Rookie des Monats Oktober |

### International
- 2006 Bronzemedaille bei der U18-Junioren-Weltmeisterschaft

## Karrierestatistik
Stand: Ende der Saison 2018/19

### International
Vertrat Tschechien bei:
- World U-17 Hockey Challenge 2005
- U18-Weltmeisterschaft 2006
- U20-Weltmeisterschaft 2008
- World Cup of Hockey 2016

(Legende zur Torhüterstatistik: GP oder Sp = Spiele insgesamt; W oder S = Siege; L oder N = Niederlagen; T oder U oder OT = Unentschieden oder Overtime- bzw. Shootout-Niederlage; Min. = Minuten; SOG oder SaT = Schüsse aufs Tor; GA oder GT = Gegentore; SO = Shutouts; GAA oder GTS = Gegentorschnitt; Sv% oder SVS% = Fangquote; EN = Empty Net Goal; 1 Play-downs/Relegation; Kursiv: Statistik nicht vollständig)